# Marumba nympha
Marumba nympha là một loài bướm đêm thuộc họ Sphingidae. Loài này có ở Ấn Độ.